# Rhomboidederes unicolor
Rhomboidederes unicolor är en skalbaggsart som först beskrevs av Dmytro Zajciw 1967.  Rhomboidederes unicolor ingår i släktet Rhomboidederes och familjen långhorningar. Inga underarter finns listade i Catalogue of Life.